# Deutsche Fußballmeisterschaft der A-Junioren 1972/73
Die deutsche Fußballmeisterschaft der A-Junioren 1973 war die 5. Auflage dieses Wettbewerbes. Meister wurde der VfB Stuttgart, das im Finale Kickers Offenbach mit 3:1 besiegte.

## Teilnehmende Mannschaften
An der A-Jugendmeisterschaft nahmen die 16 Landesverbandsmeister teil.
| Regionalverband Nord | Regionalverband West                                                                         | Regionalverband Südwest                                                                    | Regionalverband Süd | Berlin                        |
| --- | -------------------------------------------------------------------------------------------- | ------------------------------------------------------------------------------------------ | --- | ----------------------------- |
| - Schleswig-Holstein: Heider SV - Hamburg: Hamburger SV - Bremen: Werder Bremen - Niedersachsen: Eintracht Braunschweig | - Westfalen: FC Schalke 04 - Mittelrhein: Alemannia Aachen - Niederrhein: Fortuna Düsseldorf | - Rheinland: Spvgg Andernach - Südwest: 1. FSV Mainz 05 - Saarland: SV Saar 05 Saarbrücken | - Hessen: Kickers Offenbach - Baden: Karlsruher SC - Südbaden: FV Lörrach - Württemberg: VfB Stuttgart - Bayern: FC Bayern München | - Berlin: Blau-Weiß 90 Berlin |

## Vorrunde

### VorrundengruppeSaarbrücken
|                   | Ergebnis |                        |
| ----------------- | -------- | ---------------------- |
| Halbfinale:       |          |                        |
| FC Schalke 04     | 5:1      | SV Saar 05 Saarbrücken |
| Hamburger SV      | 3:1      | FV Lörrach             |
| Spiel um Platz 3: |          |                        |
| FV Lörrach        | 6:5      | SV Saar 05 Saarbrücken |
| Finale:           |          |                        |
| FC Schalke 04     | 2:0      | Hamburger SV           |

### VorrundengruppeAndernach
|                   | Ergebnis |                  |
| ----------------- | -------- | ---------------- |
| Halbfinale:       |          |                  |
| VfB Stuttgart     | 5:0      | SpVgg Andernach  |
| Alemannia Aachen  | 5:2      | SV Werder Bremen |
| Spiel um Platz 3: |          |                  |
| SV Werder Bremen  | 6:2      | SpVgg Andernach  |
| Finale:           |          |                  |
| VfB Stuttgart     | 6:0      | Alemannia Aachen |

### VorrundengruppeOffenbach am Main
|                     | Ergebnis |                     |
| ------------------- | -------- | ------------------- |
| Halbfinale:         |          |                     |
| Blau-Weiß 90 Berlin | 2:0      | Heider SV           |
| Kickers Offenbach   | 5:1      | Fortuna Düsseldorf  |
| Spiel um Platz 3:   |          |                     |
| Fortuna Düsseldorf  | 8:4      | Heider SV           |
| Finale:             |          |                     |
| Kickers Offenbach   | 3:2      | Blau-Weiß 90 Berlin |

### VorrundengruppeKarlsruhe
|                        | Ergebnis |                        |
| ---------------------- | -------- | ---------------------- |
| Halbfinale:            |          |                        |
| FC Bayern München      | 6:0      | Karlsruher SC          |
| Eintracht Braunschweig | 6:1      | 1. FSV Mainz 05        |
| Spiel um Platz 3:      |          |                        |
| Karlsruher SC          | 9:2      | 1. FSV Mainz 05        |
| Finale:                |          |                        |
| FC Bayern München      | 5:2      | Eintracht Braunschweig |

## Endturnier inMünchen

### Teilnehmer
| Mannschaften | Mannschaften      |
| ------------ | ----------------- |
|              | FC Schalke 04     |
|              | VfB Stuttgart     |
|              | Kickers Offenbach |
|              | FC Bayern München |

### Halbfinale
| Datum     |                   | Ergebnis        |               |
| --------- | ----------------- | --------------- | ------------- |
| Sa 07.07. | FC Bayern München | 2:3             | VfB Stuttgart |
| Sa 07.07. | Kickers Offenbach | 1:1 (5:4 i. E.) | FC Schalke 04 |

### Spiel um Platz 3
| Datum     |                   | Ergebnis |               |
| --------- | ----------------- | -------- | ------------- |
| So 08.07. | FC Bayern München | 1:5      | FC Schalke 04 |

### Finale
| VfB Stuttgart                               | VfB Stuttgart | Kickers Offenbach | Kickers Offenbach |
| ------------------------------------------- | --- | --- | ----------------- |
| VfB Stuttgart                               | \| Sonntag, 8. Juli 1973 in München \| \| Ergebnis: 3:1 (2:1) \| \| Schiedsrichter: Franz Wengenmayer (München) \|                                                                                 | \| Sonntag, 8. Juli 1973 in München \| \| Ergebnis: 3:1 (2:1) \| \| Schiedsrichter: Franz Wengenmayer (München) \|                                                                                    | Kickers Offenbach |
| VfB Stuttgart                               | Horst Dreher – Schmid – Rudolf Hangstörfer, Arno Schäfer , Anton Götz – Bernd Martin, Martin Hägele, Werner Günther – Jürgen Peters, Mario Salzinger, Heinz Tochtermann Cheftrainer: Karl Bögelein | Friebe – Michael Bordt – Jimmy Hartwig, Stefan Sprey, Knop – Klaus Weber, Jürgen Diefenbach, Dietmar Hoffmann – Bernd Nathmann (53. Hans-Otto Jordan), Egon Bihn, Ziemer Cheftrainer: Engelbert Kraus | Kickers Offenbach |
| VfB Stuttgart                               | 1:1 Bernd Martin (30.) 2:1 Mario Salzinger (34.) 3:1 Knop (42., Eigentor) | 0:1 Ziemer (6.) | Kickers Offenbach |
| VfB Stuttgart                               | Hartwig | | Kickers Offenbach |
| VfB Stuttgart                               | Zeitstrafe: Schmid | | Kickers Offenbach |
| Sonntag, 8. Juli 1973 in München            | | |                   |
| Ergebnis: 3:1 (2:1)                         | | |                   |
| Schiedsrichter: Franz Wengenmayer (München) | | |                   |